# Оберт, Алекс
Алекс Оберт (англ. Alexander "Alex" Obert; род. 18 декабря 1991, Пласеншия, Калифорния) — американский ватерполист, игрок сборной США. Бронзовый призёр летних Олимпийских игр 2024 года, трёхкратный чемпион Панамериканских игр. Участник летних Олимпийских игр 2016, 2020, 2024 годов.

## Карьера
Алекс Оберт прошёл обучение и успешно окончил Тихоокеанский университет в 2016 году, за команду которого играл в водное поло. В 2024 году Оберт выступал за хорватский клуб «Юг Дубровник». Оберт предпочитает позицию центрального защитника.
С 2013 года Оберт играет в национальной сборной США. В 2013 году на чемпионате мира сборная США, в которой был заигран Алекс, уступила в 1/8 финала испанцам. В 2015 году на чемпионате мира в Казани в составе национальной команды занял итоговое седьмое место. В этом же году в составе сборной США, опередив бразильцев, стал чемпионом Панамериканских игр в Торонто. В 2016 году на Олимпийских играх в Рио-де-Жанейро сборная США, в которой играл Оберт, заняла итоговое десятое место.
В финале Панамериканских игр 2019 года команда Соединенных Штатов обыграла Канаду, а Алекс стал двукратным чемпионом Панамериканских игр. На Олимпийских играх 2021 года в Токио Алекс Оберт вместе со своей командой проиграл испанцам в четвертьфинале, а американцы на том соревновании стали шестыми.
На Панамериканских играх 2023 года сборная США, в составе которой играл Оберт, одержала победу, победив бразильцев в финальной встрече.
На Олимпийских играх в Париже сборная США заняла третье место на групповом этапе. В четвертьфинале американцы выиграли у австралийцев по пенальти, а в поединке за третье место обыграли венгров также по пенальти. Оберт был одним из ведущих игроков сборной.